# Садовников, Александр Алексеевич
Алекса́ндр Алексе́евич Садо́вников (род. 29 октября 1948) — российский дипломат. Чрезвычайный и полномочный посол (2007).

## Биография
В 1972 году окончил Московский государственный институт международных отношений, в 1987 году — Дипломатическую академию МИД СССР. Владеет персидским, английским, украинским и французским языками.
С 1972 года на дипломатической службе. Работал на различных дипломатических должностях в центральном аппарате Министерства и за рубежом. Выезжал в длительные командировки в Иран (четыре раза), Афганистан, Уганду. 
- В 1997—1999 годах — заместитель директора Третьего департамента Азии МИД России. В 2004—2005 годах — заместитель директора Департамента кадров МИД России.
- С 20 сентября 1999 по 6 февраля 2004 года — чрезвычайный и полномочный посол Российской Федерации в Республике Уганда[1][2].
- С 30 мая 2005 по 21 октября 2011 года — чрезвычайный и полномочный посол Российской Федерации в Исламской Республике Иран[3][4].
- С января 2012 по октябрь 2013 года — посол по особым поручениям МИД России.
- С октября 2013 по ноябрь 2016 года — советник министра иностранных дел Российской Федерации.

## Семья
Женат, имеет дочь.

## Награды
- Орден «Знак Почёта» (1985)
- Орден Почёта (2009)
- Орден Дружбы (2013)
- Благодарность президента Российской Федерации (16 ноября 2012) — за вклад в реализацию внешнеполитического курса Российской Федерации[5].
- Советские и российские медали

## Дипломатический ранг
- Чрезвычайный и полномочный посланник 2 класса (9 июля 1998)[6]
- Чрезвычайный и полномочный посланник 1 класса (10 декабря 2002)[7]
- Чрезвычайный и полномочный посол (29 августа 2007)[8]